# 陳建 (実業家)
陳 建（ちん けん、1976年12月21日 - ）は、中華人民共和国福建省出身の在日実業家。株式会社創業新幹線の創業者で代表取締役社長でもある。在日華人の起業業支援事業に外にも、医療ツーリズムなど幅広く事業を手掛けている。
2001年に来日し、一部上場企業へ就職。2009年に在日中国人の起業を支援する株式会社創業新幹線を創業、100数社の加盟店本部と提携し、日本で暮らす中国人の起業合計500組以上を支援、現在、ラーメンと中華料理の業態で合計120店舗以上展開中。2014年、長年学んだ日本のサービス理念と企業運営経験を生かし、日本の最先端医療と素晴らしい医療サービスを中国国内の患者へ届けるために、国際医療コーディネーターサービス「霓虹医療直通車」を立上げた。

## 来歴
1976年12月21日に中華人民共和国の福建省で生まれ、2001年に留学生として来日。大学卒業後、一部上場企業へ就職し、2009年5月に独立。
2009年5月に、華僑・華人向けの起業支援サイト『創業新幹線』を開設・運営。同2009年9月には事業を法人化し、株式会社創業新幹線を設立。同社の代表に就任。
2010年にテレビ東京ニュース番組『ワールドビジネスサテライト』より取材を受け、取り上げられた。
2015年2月に、「医療の国境をなくすことを目指し、日本の先進的な医療サービスを中国の患者様に紹介することで、より多くの家庭に幸福と希望を与える。」という使命の元に、医療ツーリズムの会社：株式会社FromTokyoを設立。
2017年に「上海大崎新幹線餐饮管理有限公司」を設立し、社長へ就任。
2018年に株式会社創業新幹線の社長を退任し、会長へ就任。